# Michele Galvagno
Michele Galvagno detto Elio (Centuripe, 18 maggio 1954) è un politico italiano, presidente della Provincia di Enna dal 1994 al 2003.

## Biografia
Impegnato in politica fin da giovane con la Democrazia Cristiana, è sindaco di Centuripe dal 1988 al 1990. In tale anno viene eletto consigliere e poi è nominato assessore alla Provincia di Enna per la DC; nel gennaio 1994 diventa Presidente della Provincia. Alle elezioni provinciali del 1994 è ricandidato alla presidenza della Provincia, sostenuto dal Partito Popolare Italiano: al primo turno ottiene il 22,1% dei voti, poi vince il ballottaggio contro il candidato di Forza Italia con il 54,7%.
Alle seguenti elezioni provinciali di Enna del 1998 è ricandidato alla presidenza dalla coalizione di centrosinistra e vince al primo turno con il 56,3%. Rimane in carica sino alla scadenza del mandato nel 2003. In tale anno viene rieletto consigliere provinciale con La Margherita.
Alle elezioni regionali in Sicilia del 2006 è eletto deputato regionale per La Margherita, venendo confermato anche alle successive elezioni del 2008 con il PD: resta nel Parlamento regionale siciliano fino alla scadenza del mandato, nel 2012.
Dal 2015 al 2020 è nuovamente sindaco di Centuripe.